# Ubikvitin-kalmodulinska ligaza
Ubikvitin-kalmodulinska ligaza (EC 6.3.2.21, ubikvitil-kalmodulinska sintaza, ubikvitin-kalmodulinska sintetaza, ubikvitil-kalmodulinska sintetaza, uCaM-sintetaza) je enzim sa sistematskim imenom kalmodulin:ubikvitin ligaza (formira AMP). Ovaj enzim katalizuje sledeću hemijsku reakciju
n ATP + kalmodulin + n ubikvitin {\displaystyle \rightleftharpoons } n AMP + n difosfat + (ubikvitin)N-kalmodulin
Ovaj enzim je specifičan za Ca2+-kalmodulin kod kičmenjaka.

## Literatura
- Nicholas C. Price; Lewis Stevens (1999). Fundamentals of Enzymology: The Cell and Molecular Biology of Catalytic Proteins (Third изд.). USA: Oxford University Press. ISBN 019850229X.
- Eric J. Toone (2006). Advances in Enzymology and Related Areas of Molecular Biology, Protein Evolution (Volume 75 изд.). Wiley-Interscience. ISBN 0471205036.
- Branden C; Tooze J. Introduction to Protein Structure. New York, NY: Garland Publishing. ISBN 0-8153-2305-0.
- Irwin H. Segel. Enzyme Kinetics: Behavior and Analysis of Rapid Equilibrium and Steady-State Enzyme Systems (Book 44 изд.). Wiley Classics Library. ISBN 0471303097.

## Spoljašnje veze
- Ubiquitin---calmodulin+ligase на 